# Simona Caparrini

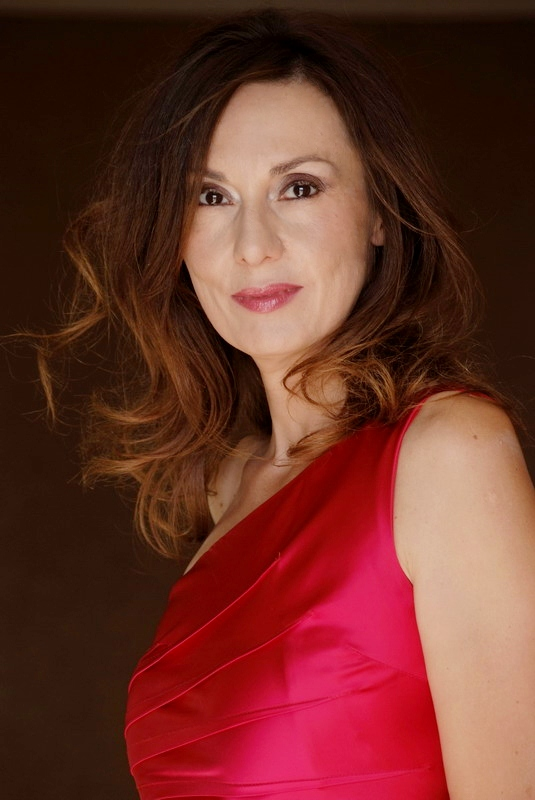
Simona Caparrini (2012)

Simona Caparrini (* 5. Januar 1972 in Florenz) ist eine italienische Film- und Fernsehschauspielerin.

## Leben
1990 begann sie ihre Filmkarriere mit einer kleinen Nebenrolle als Carla in dem Film "Il Muro di gomma" unter der Regie von Marco Risi. Ihre erste bedeutendere Charakterrolle erhielt sie 1994 als Partnerin von Alberto Sordi in der Rolle der Wilma  in "Nestore, l'ultima corsa".
Caparrini trat in vielen weiteren Film- und Fernsehproduktionen auf und arbeitete mit einer Reihe bedeutender Regisseure zusammen, wie Marco Risi, Alberto Sordi, Tonino Cervi, Vittorio De Sisti, Michael Radford, Antonello Grimaldi, Marco Serafini, Carlo Carlei, Guy Ritchie und Woody Allen.
Unter Woody Allen spielte sie die Rolle der Tante Joanne in dem Film To Rome with Love und wurde so einem breiten internationalen Publikum bekannt.
2013 spielte sie neben Paul Giamatti, Damian Lewis, Ed Westwick, Hailee Steinfeld, Stellan Skarsgård, in Romeo und Julia unter der Regie von Carlo Carlei. 2014 spielte sie neben Henry Cavill, Armie Hammer, Hugh Grant, in Warner Bros. Codename U.N.C.L.E. unter der Regie von Guy Ritchie.

## Filmografie (Auswahl)

### Kinofilme
- 1991: Il muro di gomma, Regie: Marco Risi
- 1993: Le Belle prove, Regie: Gianni Zanasi
- 1994: Nestore, l’ultima corsa, Regie: Alberto Sordi
- 1994: Der Postmann, Regie: Michael Radford
- 1995: Banditi, Regie: Stefano Mignucci
- 1996: Il cielo è sempre più blu, Regie: Antonello Grimaldi
- 2000: Io amo Andrea, Regie: Francesco Nuti
- 2000: The accountant, Regie: Glenn Gers
- 2004: Suor Sorriso, Regie: Roger Deutsch
- 2003: Il quaderno della spesa, Regie: Tonino Cervi
- 2003: Andata e ritorno, Regie: Alessandro Paci
- 2005: Nessun messaggio in segreteria, Regie: Luca Miniero und Paolo Genovese
- 2010: 8th Wonderland, Regie: Nicolas Alberny und Jean Mach
- 2011: Immaturi, Regie: Paolo Genovese
- 2011: Interno giorno, Regie: Tommaso Rossellini
- 2012: To Rome with Love, Regie: Woody Allen
- 2013: Romeo und Julia, Regie: Carlo Carlei
- 2013: Stai lontana da me, Regie: Alessio Maria Federici
- 2015: Codename U.N.C.L.E. (The Man from U.N.C.L.E.), Regie: Guy Ritchie

### Fernsehfilme
- 1993: Ein Haus in der Toscana, Regie: Gabi Kubach
- 1996: Un posto al sole, Regie: Cristiano Celeste
- 1997: Linda e il Brigadiere, Regie: Gianfranco Lanzotti
- 1998: Compañeros, Regie: José Ramón Ayerra (Spanien)
- 1999: Un Prete tra noi, Regie: Ludovico Gasparini
- 2000: Marie Fransson, Regie: Christiane Spiero (Frankreich)
- 2000: Casa famiglia, Regie: Riccardo Donna
- 2001: Compagni di scuola, Regie: Tiziana Aristarco
- 2004: Orgoglio, Regie: Giorgio Serafini und Vittorio De Sisti
- 2005: Ho sposato un calciatore, Regie: Stefano Sollima
- 2006: Capri, Regie: Giorgio Molteni
- 2006: Don Matteo, Regie: Elisabetta Marchetti
- 2009: Il mostro di Firenze, Regie: Antonello Grimaldi
- 2010: Doctor Clown, Regie: Maurizio Nichetti
- 2010: Nuove storie per il Commissario Vivaldi, Regie: Luciano Odorisio
- 2011: La ragazza americana, Regie: Vittorio Sindoni
- 2012: Una buona stagione, Regie: Gianni Lepre